# Crímenes de guerra de la Wehrmacht

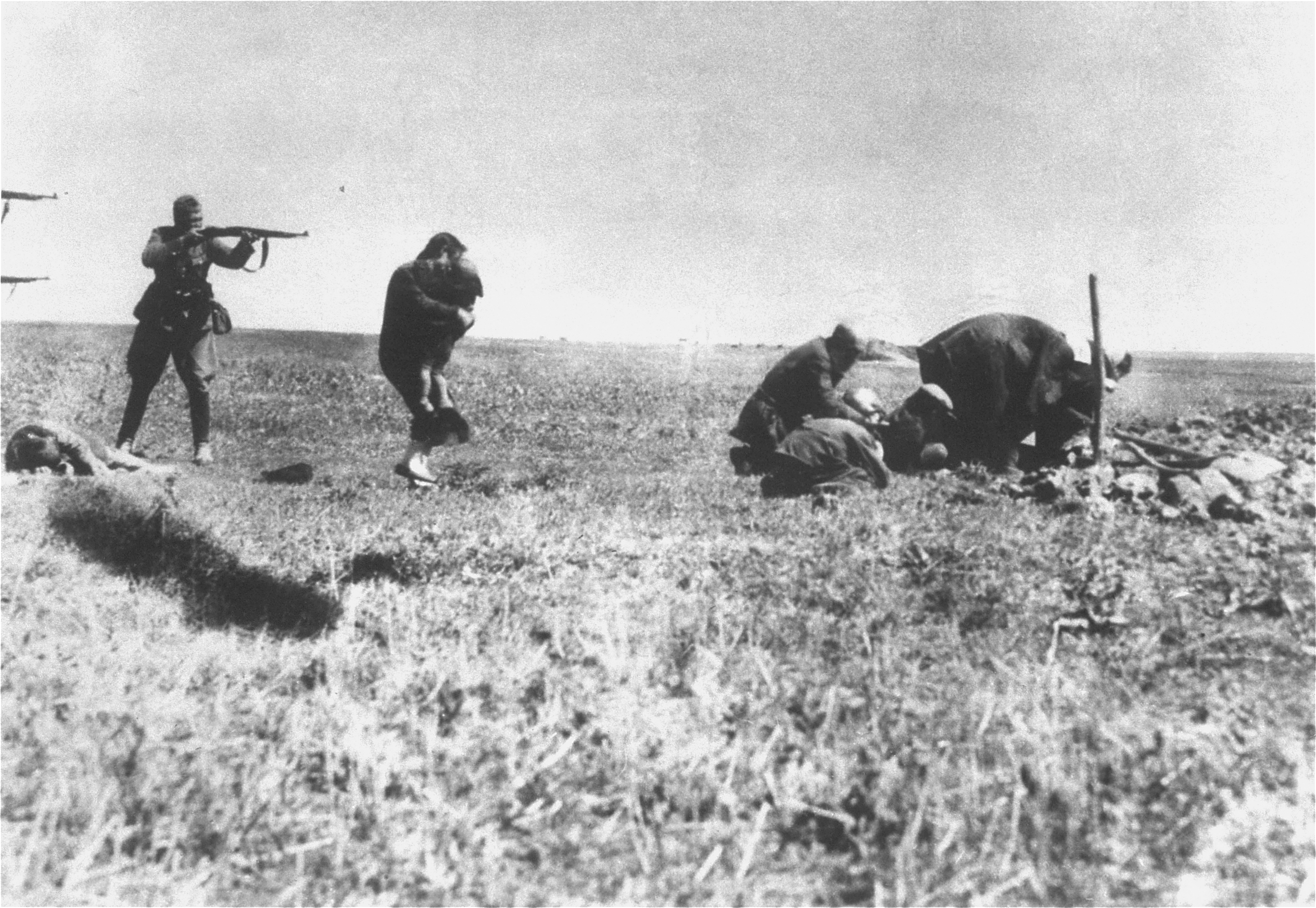
Ejecuciones de judíos por unidades móviles de matanza del ejército alemán (Einsatzgruppen) cerca de Ivangorod (Ucrania). La foto fue enviada por correo desde el Frente Oriental a Alemania y fue interceptada en una oficina de correos de Varsovia por un miembro de la resistencia polaca.

Los crímenes de guerra de la Wehrmacht (que, en alemán, significa Fuerza de Defensa) son aquellos crímenes de guerra llevados a cabo por las Fuerzas Armadas tradicionales de la Alemania Nazi durante la Segunda Guerra Mundial.
Si bien los principales perpetradores del Holocausto en el interior de las Fuerzas Armadas alemanas procedían de los ejércitos "políticos" de la Alemania Nazi (la SS-Totenkopfverbände y, en particular, los Einsatzgruppen), las Fuerzas Armadas tradicionales representadas por la Wehrmacht también cometieron crímenes de guerra por su cuenta, en especial, en el Frente Oriental en la Gran Guerra Patria (la guerra contra la Unión Soviética).
Tras concluir la Segunda Guerra Mundial, los principales criminales de guerra fueron procesados en los Juicios de Núremberg, donde se halló que la Wehrmacht no fue una organización inherentemente criminal, pero que había cometido crímenes en el curso de la guerra.

## Crímenes de guerra
Algunos de los crímenes de guerra de la Wehrmacht incluyen:

### Invasión de Polonia de 1939
Las unidades de la Wehrmacht asesinaron a miles de civiles polacos durante la campaña de septiembre de 1939 por medio de ejecuciones y bombardeo de ciudades abiertas. Tras el fin de las hostilidades, durante la administración de Polonia por la Wehrmacht que duró hasta el 25 de octubre de 1939, 531 pueblos fueron quemados y se llevaron a cabo 714 ejecuciones masivas, junto con incidentes en masa de saqueo, bandidaje y asesinato. En conjunto, se estima que 16.376 polacos fueron víctimas de estos crímenes. Aproximadamente 60% de estos crímenes fueron cometidos por la Wehrmacht. Frecuentemente, los soldados de la Wehrmacht llevaron a cabo masacres de judíos por su cuenta más que para asistir en la reunión de judíos para la SS.

#### Violaciones masivas
Asimismo, las fuerzas de la Wehrmacht cometieron violaciones contra mujeres y adolescentes judías durante la invasión de Polonia. Las violaciones también se cometieron contra mujeres y adolescentes polacas durante las ejecuciones masivas llevadas a cabo principalmente por el grupo paramilitar Selbstschutz (Unidades de autodefensa), que acompañaba a los soldados de la Wehrmacht en territorio bajo la administración de los militares alemanes. Estas violaciones se realizaron antes de disparar contra las mujeres cautivas.
Miles de enfermeras y otras trabajadoras sanitarias soviéticas fueron víctimas de violaciones cuando fueron capturadas durante la guerra y, a menudo, fueron asesinadas después.
La Wehrmacht también dirigía burdeles donde las mujeres eran forzadas a prostituirse. Ruth Seifert escribió que "en los territorios orientales, la Wehrmacht solía marcar a fuego los cuerpos de las partisanas capturadas y también a otras mujeres con las palabras 'Ramera para las tropas de Hitler' y usarlas según lo expresado".

### Batalla de Francia
El 25 de mayo de 1940 las tropas de la Wehrmacht atacaron Vinkt, un pequeño poblado  belga cerca de Gante en Flandes Oriental, todavía bajo control de una unidad de élite del ejército belga. Los alemanes tomaron rehenes y los utilizaron como escudos humanos. En total, 86 civiles fueron ejecutados.

### Destrucción de Varsovia

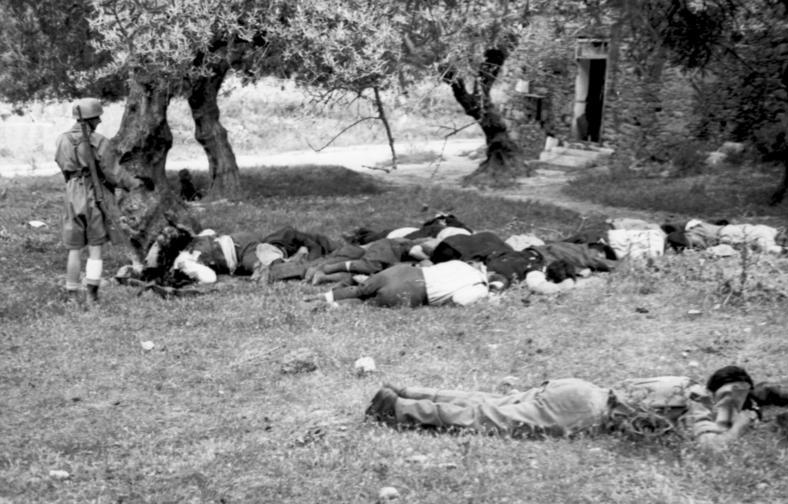
Asesinatos de civiles griegos en Kondomari, Creta, por tropas nazis en 1941.

### Masacre de Cefalonia
La masacre de Cefalonia (en italiano: eccidio di Cefalonia), también conocida como masacre de la división Acqui, fue la ejecución en masa de soldados y oficiales italianos de la 33.ª división Acqui por los ocupantes alemanes en la isla griega de Cefalonia, justo después de la firma del armisticio de 1943 entre los aliados e Italia durante la Segunda Guerra Mundial (1939-1945).
Cerca de 5000 hombres murieron fusilados y otros fueron ahogados o exterminados de diverso modo.
Este sangriento episodio sirvió de trasfondo histórico a la novela, después llevada al cine, La mandolina del capitán Corelli, de John Madden.
La masacre de Cefalonia fue una de las matanzas más cruentas de prisioneros de guerra junto a la masacre de Katyn, y una de la más graves atrocidades cometidas por tropas alemanas de la Wehrmacht (concretamente, la 1.ª división Gebirgs), en vez de las SS.